# Inversiones el ABC
Inversiones El A.B.C. es una serie de ficción producida por RCN Televisión en el año 2009. Está basada en hechos reales. Esta protagonizada por Jimmy Vásquez, Jéssica Sanjuán y Luis Fernando Hoyos.

## Elenco
- Jéssica Sanjuán es Lizeth
- Jimmy Vásquez es Armando Beltrán Calderón
- Luis Fernando Hoyos es El Mayor Leal
- Diana Ángel es Toña
- Katherine Porto es Verónica
- Marcela Benjumea
- Yuri Vargas es Paola Tinjaca
- Álvaro Bayona es Gustavo
- Juliana Caballero
- Rodolfo Silva
- Juan David Manrique
- Andrés Suárez es Andrés
- Nestor Alfonso Rojas es Walter
- Carlos Kajú es Anival
- Carlos Duplat es Reynaldo
- Julián Beltrán
- Rodolfo Valdés